# Fortran
Fortran (hay FORTRAN) là một  ngôn ngữ lập trình biên dịch, tĩnh, kiểu mệnh lệnh được phát triển từ thập niên 1950 và vẫn được dùng nhiều trong tính toán khoa học hay phương pháp số cho đến hơn nửa thế kỷ sau đó. Tên gọi này ghép lại từ tiếng Anh Formula Translator/Translation nghĩa là dịch công thức. Các phiên bản đầu có tên chính thức là FORTRAN, nhưng chữ hoa được chuyển sang chữ thường từ phiên bản Fortran 90. Tiêu chuẩn quốc tế cho tên gọi này ngày nay là "Fortran".
Fortran được phát triển ban đầu như là một ngôn ngữ thủ tục. Tuy nhiên các phiên bản mới của Fortran (từ Fortran 90) đã có các tính năng hỗ trợ lập trình hướng đối tượng.

## Lịch sử
Một số phiên bản Fortran tiêu biểu:
- Fortran IV
- Fortran 77
- Fortran 90
- Fortran 95
- Fortran 2003

## Cú pháp
Các phiên bản cũ hơn cho đến Fortran 77 có sử dụng định dạng theo cột (fixed column) theo quy định:
- Cột thứ 7 đến 72 dành cho các câu lệnh
- Cột thứ 1 đến 5 dành cho nhãn lệnh. Nhãn lệnh là những số nguyên đứng đầu dòng lệnh, và trong Fortran không nhất thiết phải theo thứ tự tăng dần.
- Cột thứ 6 dành cho ký tự nối dòng (nếu cần thiết).

Các phiên bản mới hơn (từ Fortran 90 trở đi) cho phép dùng định dạng tự do (free-form), không có ràng buộc về vị trí các cột trong chương trình. Dưới đây sẽ trình bày một số ví dụ cú pháp theo định dạng tự do này.

### Lệnh gán
Dạng của lệnh gán tương tự như ngôn ngữ lập trình BASIC:
```
! Tên_biến = Giá_trị

A
 
=
 
5

LoiChao
 
=
 
"Hello"

```

### Lệnh gọi chương trình con
Các chương trình con được gọi bằng lệnh CALL:
```
! CALL tenCTC tham_so1, tham_so2,...

```

### Các cấu trúc
Rẽ nhánh
```
IF 
T
 
>
 
1.0
 
THEN

   
W
 
=
 
2
3.7
 
*
 
T

ELSE

   
W
 
=
 
2
3.7
 
*
 
(
T
 
**
 
0.75
)

END IF

```

Lặp
```
DO 
I
 
=
 
1
,
 
N

   
B
(
I
)
 
=
 
2.8
 
*
 
(
I
 
-
 
0.3
)

END DO

```

## Ví dụ

### Chương trình "Hello world"
Chương trình "Hello world" có thể chạy được sau khi dịch bằng bất cứ trình dịch nào kể từ Fortran 90 trở đi.
```
program 
helloworld

print
*
,
"Hello world"

end program 
helloworld

```

### Chương trình tìm diện tích hình trụ
Chương trình này, tính diện tích của hình trụ, chạy khi được dịch bởi bất cứ trình dịch nào kể từ Fortran 90 trở đi. Các chữ đứng sau dấu ! trên cùng dòng sẽ không được dịch, và coi như chú thích của người viết chương trình, để giúp người đọc dễ hiểu hơn.
```
program 
HinhTru

! Tinh dien tich Hinh tru.

!

! Khai bao bien.

implicit none
 
! Yeu cau moi bien can duoc khai bao -- danh cho Fortran 90.

integer
::
 
Loi

real
::
 
BanKinh
,
ChieuCao
,
DienTich

real
,
 
parameter
::
 
Pi
 
=
 
3.14159

do

   
! Nhac nguoi dung nhap Ban kinh va Chieu cao.

   
write
 
(
*
,
*
)
 
"Nhap Ban kinh va Chieu cao, nhan 't' de thoat."

   
read
 
(
*
,
*
,
iostat
=
Loi
)
 
BanKinh
,
ChieuCao

   
! 

   
! Neu khong nhap duoc, thoat.

   
if
 
(
Loi
 
/=
 
0
)
 
stop
 
"thoat"

   
!

   
! Tinh dien tich. Ky hieu ** nghia la "luy thua".

   
DienTich
 
=
 
2
*
Pi
*
(
BanKinh
**
2
 
+
 
BanKinh
*
ChieuCao
)

   
!

   
! Viet (BanKinh, ChieuCao) va (DienTich) ra man hinh.

   
write
 
(
*
,
"(1x,'BanKinh=',f6.2,5x,'ChieuCao=',f6.2,5x,'DienTich=',f6.2)"
)
 
BanKinh
,
ChieuCao
,
DienTich

end do

end program 
HinhTru

```

Chú ý: câu lệnh
```
 write (*,"(1x,'BanKinh=',f6.2,5x,'ChieuCao=',f6.2,5x,'DienTich=',f6.2)") BanKinh,ChieuCao,DienTich
```

có sử dụng khai báo định dạng trong Fortran. Có thể giải thích sơ lược như sau:
- 1x nghĩa là một ký tự trống. Số ký tự trống cần in ra đi trước chữx.
- f6.2 tương ứng với số thực có 6 chữ số, trong đó 2 chữ số trong phần thập phân.

Kiểu định dạng chuỗi này của riêng Fortran, nó rất khác so với chuẩn định dạng printf của ngôn ngữ lập trình C vốn được sử dụng rộng rãi.

### Chung chung
- The Fortran Company
- Fortran Open Directory category
- Fortran 90, 95, 2003 Information and Resources
- How Not to Write FORTRAN in Any Language Lưu trữ ngày 13 tháng 7 năm 2005 tại Wayback Machine Có ví dụ về cách viết chương trình tốt, cho mọi ngôn ngữ lập trình.

### Các chương trình Fortran ví dụ
(bằng tiếng Anh)
- Numerical Recipes for Fortran 77 (Các chương trình tính số cho Fortran 77)
- Numerical Recipes for Fortran 90 (Các chương trình tính số cho Fortran 90)
- Fortran 90 Software Repository Lưu trữ ngày 26 tháng 6 năm 2004 tại Wayback Machine
- National HPCC software repository
- Netlib Repository

### Trình dịch Fortran có bản quyền thương mại
- Absoft Lưu trữ ngày 26 tháng 8 năm 2013 tại Wayback Machine
- Cray
- Fujitsu Lưu trữ ngày 7 tháng 1 năm 2005 tại Wayback Machine
- HP Lưu trữ ngày 1 tháng 8 năm 2005 tại Wayback Machine
- IBM
- Intel
- Lahey
- NA Software Lưu trữ ngày 5 tháng 12 năm 2004 tại Wayback Machine
- NAG Lưu trữ ngày 30 tháng 8 năm 2005 tại Wayback Machine
- PathScale Lưu trữ ngày 6 tháng 8 năm 2005 tại Wayback Machine
- Portland Group
- Salford Lưu trữ ngày 11 tháng 7 năm 2005 tại Wayback Machine
- Sun

### Trình dịch Fortran tự do
- g95 -- Fortran 95 Lưu trữ ngày 5 tháng 6 năm 2013 tại Wayback Machine
- Gfortran -- Fortran 95 (đang phát triển)
- Open Watcom -- Fortran 77 và C/C++ Lưu trữ ngày 15 tháng 7 năm 2018 tại Wayback Machine
- g77 -- Fortran 77